# بول لوغان
بول لوغان (بالإنجليزية: Paul Logan)‏ هو فنان قتالي وممثل أمريكي، ولد في 15 أكتوبر 1973 بنيوجيرسي في الولايات المتحدة.

## أعمال

### مسلسلات
- آنجل

## وصلات خارجية
- بول لوغان على موقع IMDb (الإنجليزية)
- بول لوغان على موقع ألو سيني (الفرنسية)
- بول لوغان على موقع أول موفي (الإنجليزية)
- بول لوغان على موقع أول موفي (الإنجليزية)
- بول لوغان على موقع قاعدة بيانات الفيلم (الإنجليزية)
- بول لوغان على موقع كينوبويسك (الروسية)